# 梧州南站

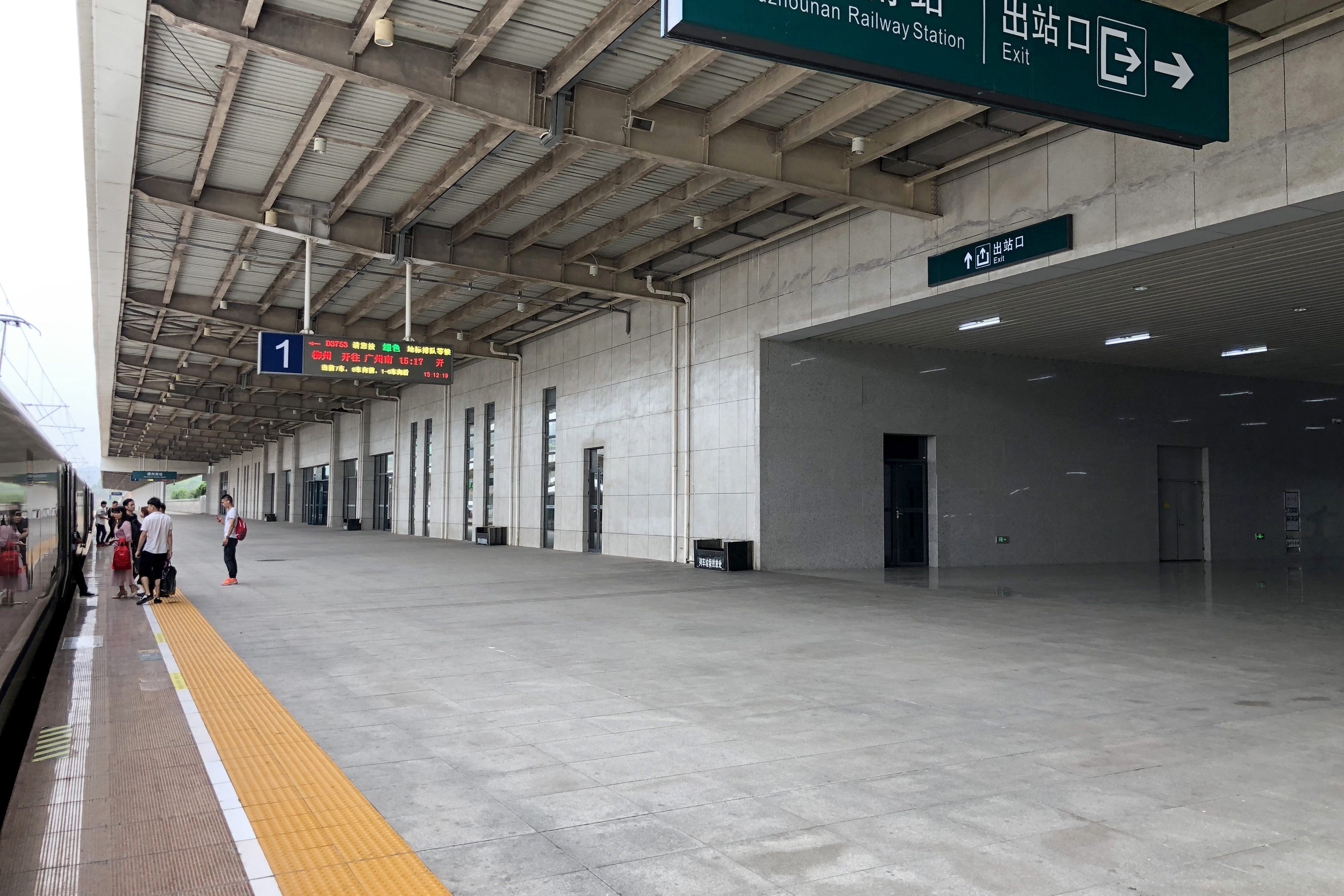
1站台

梧州南站是南广铁路上的一座中间站，于2014年4月18日投入服务。
车站2014年12月26日开通前往广州南站的动车组列车。目前路过车站的有开往南宁东站、柳州站、北海站、贵阳北站、百色站和广州南站等车站的动车组列车。

## 交通
- 48枣冲–梧州南站
- 49旺甫–梧州南站
- 303梧州火车站–梧州南站
- 307钱鉴车站–梧州南站
- 高铁专线快车龙船冲客运站–梧州南站